# Wendy Wu: Homecoming Warrior
Wendy Wu: Homecoming Warrior is een Disney Channel Original Movie uit 2006 onder regie van John Laing.

## Verhaal
Wendy Wu lijkt het allemaal te hebben: ze is aantrekkelijk, populair en lijkt de koningin van het eindbal te worden. Dit alles verandert als Shen, een monnik uit China, haar vertelt dat ze een reïncarnatie is van een Yin Warrior en de strijd moet aangaan tegen de kwaadaardige Yan Lo. Wendy gelooft hem in het begin niet en is nog steeds bezig met haar campagne tegen Jessica Lawson om koningin van het eindbal te worden. Shen weet haar toch te overtuigen. Tegelijkertijd komt Yin naar Wendy's stad en er raken ook veel mensen bezeten door hem, onder wie Jessica. Wendy moet het nu opnemen tegen Yin om iedereen te redden...

## Rolbezetting
| Acteur              | Personage      |
| ------------------- | -------------- |
| Brenda Song         | Wendy Wu       |
| Shin Koyamada       | Shen           |
| Justin Chon         | Peter Wu       |
| Susan Chuang        | Nina Wu        |
| Michael David Cheng | Kenny Wu       |
| Tsai Chin           | Grootmoeder Wu |
| Ellen Woglom        | Jessica Dawson |
| Andy Fischer-Price  | Austin         |
| Sally Martin        | Tory           |

## Trivia
- De film werd in Nieuw-Zeeland opgenomen.
- De officiële releasedatum zou 2 juni 2006 zijn. Dit veranderde toen Disney Channel problemen kreeg met het lanceren van de website.
- Actrice Brenda Song heeft de zwarte band in taekwondo. Ze moest sommige vechttechnieken slechter uitvoeren voor de camera, zodat het mooier zou overkomen.
- De dvd werd uitgebracht op 24 oktober 2006.
- De actrice Sally Martin speelde Tori in Power Rangers Ninja Storm. Zij speelde ook in Wendy Wu met dezelfde naam, maar de karakters van Power Rangers en Wendy Wu hebben niets met elkaar te maken.
- De Hongkongse acteur Jackie Chan werd ook in de film genoemd.